# Schloss Hofegg
Das abgegangene Schloss Hofegg (bisweilen auch Hofek genannt) lag im Ortsteil Steyrermühl der Gemeinde Laakirchen im Bezirk Gmunden von Oberösterreich (ca. 500 m vom Bahnhof entfernt).

## Geschichte
Die genaue Bauzeit des Schlosses ist nicht bekannt; es soll aber von Ministerialen der steirischen Otakare erbaut worden sein, die sich freie Herren von Hofek nannten. Nach den Oberösterreichischen Stiftsurbaren wird Hoffekh im Jahre 1434 erstmals genannt. Später war Hofegg ein Lehen des Klosters Kremsmünster und im Besitz der Mühlwanger. 1508 ist hier ein Ulrich Pergheimer nachgewiesen.
1597 wurde Hofegg von Veith Spindler erworben, der dann den Titel Graf von und zu Hofegg und Waldpach führte. Sein Bruder Johann († 1600) war Abt des Klosters Kremsmünster. Veith Spindler war Doktor der Rechte, kaiserlicher Hofkammerrat und landesfürstlicher Salzamtmann von Gmunden. Sein Sohn Johann ließ 1625 das Schloss mit einer Mauer umgeben. 1696 gelangte Hofegg an Johann Graf Ehrenreich von Seeau. 1725 wird Karl Josef Oktavianus von Frey, dem auch Mühlwang, Waldpach und Weyer gehörten, als Besitzer von Hofegg angeführt. In der Folge waren die Besitzer die gleichen wie von Mühlwang. Der letzte Besitzer war Josef Solterer, Pfleger von Puchheim. Das Schloss wurde baufällig und verfiel 1826.
Zu Beginn des 20. Jahrhunderts wurden beim Thurngütl (Thurngut) in Hofegg 2 (alte Adresse Stötten 14) Mauerreste gefunden. Der Straßenname Hofegg wird auf das ehemalige Landschloss zurückgeführt.